# Alan Dale

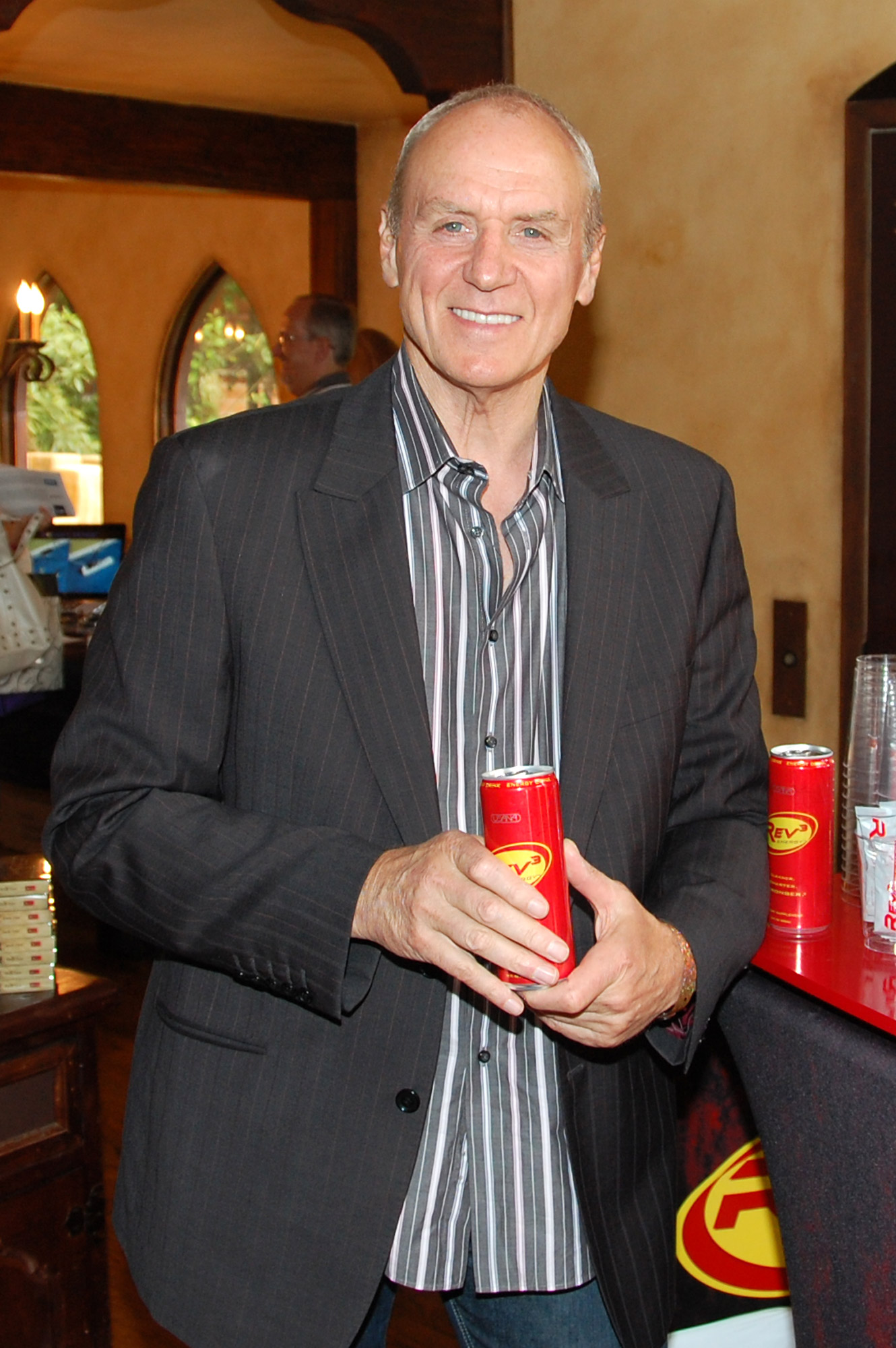
Alan Dale (2009)

Alan Hugh Dale (* 6. Mai 1947 in Dunedin, Otago) ist ein neuseeländischer Schauspieler.

## Leben und Karriere
Dale wuchs mit drei Geschwistern in eher bescheidenen Verhältnissen auf. Seine Eltern waren Mitbegründer einer Amateur-Theatergruppe namens Little Dalton Theatre, wodurch auch das Interesse des Sohnes an der Schauspielerei bereits in jungen Jahren geweckt wurde. Nachdem Dale zuvor kurzzeitig in verschiedenen Berufen (unter anderem als Milchmann) gearbeitet hatte, entschied er sich im Alter von 27 Jahren endgültig dazu, seiner alten Leidenschaft nachzugehen und vollberuflicher Schauspieler zu werden. Erste grundlegende Erfahrung sammelte Dale, der über keine professionelle Ausbildung verfügte, in den nächsten Jahren mit regelmäßigen, jedoch kleinen und wenig bedeutsamen, Engagements auf den Theaterbühnen Neuseelands. Anschließend zog Dale mit 32 Jahren nach Australien, wo er sich als Schauspieler bessere Chancen erhoffte. Nach einer erfolglosen Bewerbung am National Institute of Dramatic Art in Sydney, das ihn als zu alt abgewiesen hatte, bekam er dennoch eine erste feste Rolle als Arzt in der australischen Seifenoper The Young Doctors, die er über drei Jahre lang verkörperte.
Endgültig bekannt wurde Dale durch die Seifenoper Nachbarn, in welcher er von 1985 bis 1993 die Rolle des Familienvaters Jim Robinson spielte. Da Dale sich in den Jahren danach in Australien jedoch zu sehr auf seinen alten Rollentypus aus Nachbarn festgelegt fühlte und dort zunehmend Schwierigkeiten hatte, abwechslungsreichere Engagements zu finden, verließ er das Land und zog im Jahr 2000 schließlich nach Los Angeles, wo er hoffte, seine weitere Karriere besser vorantreiben zu können. Dort nahm Dale, nachdem er einen Agenten zur Vermittlung gefunden hatte, zum ersten Mal auch professionellen Schauspielunterricht, wozu er in der Vergangenheit niemals gekommen war. Einen ersten Erfolg im amerikanischen Fernsehen, konnte er von 2000 bis 2001 mit einer wiederkehrenden Rolle in mehreren Episoden der Krankenhausserie Emergency Room verbuchen. Weitere nennenswerte Rollen hatte er in den Jahren danach in namhaften Fernsehserien wie Akte X – Die unheimlichen Fälle des FBI, 24 und Lost.
Einen größeren Part hatte Dale in der Dramedy-Serie O.C., California, in welcher er von 2003 bis 2005 wiederkehrend in der Rolle des Caleb Nichol, dem Vater der Hauptfigur Kirsten Cohen (gespielt von Kelly Rowan), zu sehen war. Von 2006 bis 2007 war Dale in der Rolle des Bradford Meade schließlich Teil der Hauptbesetzung in der ABC-Serie Ugly Betty. Tatsächlich war er für diese Rolle, die ursprünglich von einem deutlich bekannteren Schauspieler hätte verkörpert werden sollen, nur als Ersatzmann in letzter Minute engagiert worden, nachdem der ursprüngliche Darsteller sich mit den Produzenten der Serie überworfen und die Dreharbeiten verlassen hatte. Von 2014 bis 2015 gehörte Dale mit der Rolle des Gen. General Edward Riesen zur Hauptbesetzung der Endzeit-Serie Dominion, die allerdings nach nur zwei Staffeln aufgrund zu geringer Quoten eingestellt wurde. Von 2017 bis 2021 verkörperte er in vier Staffeln der Serie Der Denver-Clan mit dem Part des Joseph Anders abermals eine der Hauptrollen.
Im Filmbereich agierte Dale, der vorwiegend als Fernsehdarsteller arbeitet, bisher ausschließlich in Nebenrollen. So sah man ihn unter anderem in Star Trek: Nemesis (2002) neben Patrick Stewart, in Hollywood Cops (2003) und Indiana Jones und das Königreich des Kristallschädels  (2008) jeweils an der Seite von Harrison Ford oder auch in The Return of the First Avenger (2014) neben Samuel L. Jackson und Robert Redford.

## Privates
Aus einer von 1968 bis 1979 bestehenden ersten Ehe hat Dale zwei Söhne. 1986 heiratete Dale in Australien erneut; aus dieser Verbindung hat er zwei weitere Söhne. Die Familie lebt heute im kalifornischen Manhattan Beach.

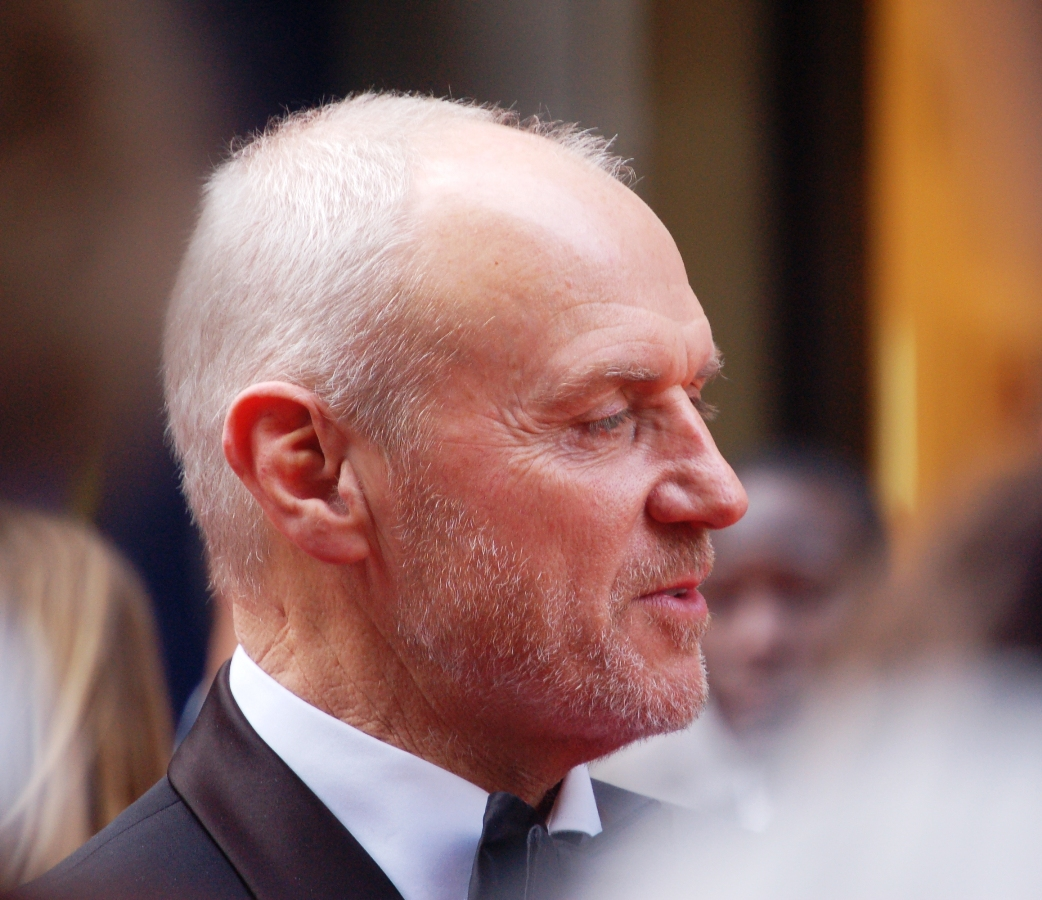
Dale bei den 2008 BAFTA Television Awards

## Filmografie (Auswahl)
- 1985–1993, 2018–2019: Nachbarn (Neighbours, Seifenoper)
- 1999: Die Tochter des Präsidenten: In tödlicher Gefahr (First Daughter, Fernsehfilm)
- 2000–2001: Emergency Room – Die Notaufnahme (ER, Fernsehserie, 4 Episoden)
- 2002: Akte X – Die unheimlichen Fälle des FBI (The X-Files, Fernsehserie, 3 Episoden)
- 2002: Star Trek: Nemesis
- 2002: Practice – Die Anwälte (The Practice, Fernsehserie, Episoden 7x09–7x10)
- 2002–2003: The West Wing – Im Zentrum der Macht (The West Wing, Fernsehserie, 2 Episoden)
- 2003: The Extreme Team
- 2003: JAG – Im Auftrag der Ehre (JAG, Fernsehserie, Episoden 8x20–8x21)
- 2003: Hollywood Cops (Hollywood Homicide)
- 2003: CSI: Miami (Fernsehserie, Episode 2x01)
- 2003–2004: 24 (Fernsehserie, 8 Episoden)
- 2003–2005: O.C., California (The O.C., Fernsehserie, 33 Episoden)
- 2003–2005, 2013–2016: Navy CIS (NCIS, Fernsehserie, 14 Episoden)
- 2004: Crossing Jordan – Pathologin mit Profil (Crossing Jordan, Fernsehserien, Episode 3x02)
- 2004: After the Sunset
- 2005: E-Ring – Military Minds (E-Ring, Fernsehserie, Episoden 1x06–1x08)
- 2006–2007: Alles Betty! (Ugly Betty, Fernsehserie, 32 Episoden)
- 2006–2010: Lost (Fernsehserie, 17 Episoden)
- 2008: Torchwood (Fernsehserie, Episode 2x06)
- 2008: Indiana Jones und das Königreich des Kristallschädels (Indiana Jones and the Kingdom of the Crystal Skull)
- 2008: Sea Patrol (Fernsehserie, 6 Episoden)
- 2008, 2010–2011: Entourage (Fernsehserie, 5 Episoden)
- 2009: Flight of the Conchords (Fernsehserie, Episode 2x03)
- 2009: Law & Order: Special Victims Unit (Fernsehserie, Episode 10x21)
- 2010: Burn Notice (Fernsehserie, Episode 4x06)
- 2010: Don’t Be Afraid of the Dark
- 2011: Kein Mittel gegen Liebe (A Little Bit of Heaven)
- 2011: Californication (Fernsehserie, Episode 4x07)
- 2011: Priest
- 2011: Person of Interest (Fernsehserie, Episode 1x08)
- 2011: Verblendung (The Girl with the Dragon Tattoo)
- 2011: Doomsday Prophecy – Prophezeiung der Maya (Doomsday Prophecy)
- 2011–2012: The Killing (Fernsehserie, 5 Episoden)
- 2011–2013, 2017: Once Upon a Time – Es war einmal … (Once Upon a Time, Fernsehserie, 9 Episoden)
- 2012: Rapunzel – Verföhnt, Verlobt, Verheiratet (Tangled Ever After, Kurzfilm, Stimme)
- 2012: House of Lies (Fernsehserie, Episode 1x03)
- 2012–2013: Hot in Cleveland (Fernsehserie, 8 Episoden)
- 2013: Body of Proof (Fernsehserie, Episode 3x12)
- 2014: The Return of the First Avenger (Captain America: The Winter Soldier)
- 2014: Grace: Besessen (Grace)
- 2014–2015: Dominion (Fernsehserie, 16 Episoden)
- 2015: Entourage
- 2017: Homeland (Fernsehserie, Episode 6x06)
- 2017–2021: Der Denver-Clan (Dynasty, Fernsehserie, 79 Episoden)